# Mimetus indicus
Mimetus indicus är en spindelart som beskrevs av Simon 1906. Mimetus indicus ingår i släktet Mimetus och familjen kaparspindlar. Inga underarter finns listade i Catalogue of Life.